# Polyrhachis rubigastrica
Polyrhachis rubigastrica é uma espécie de formiga do gênero Polyrhachis, pertencente à subfamília Formicinae.